# 上塩冶築山古墳
上塩冶築山古墳（かみえんやつきやまこふん）は、島根県出雲市上塩冶町にある古墳。形状は円墳。築山古墳群を構成する古墳の1つ。国の史跡に指定され、出土品は国の重要文化財に指定されている。

## 概要
| 古墳名           | 墳形       | 石室 | 築造時期 | 史跡指定 |
| ---------------- | ---------- | ---- | -------- | -------- |
| 今市大念寺古墳   | 前方後円墳 |      | 6c後半   | 国史跡   |
| 上塩冶築山古墳   | 円墳       |      | 6c末     | 国史跡   |
| 上塩冶地蔵山古墳 | 不明       |      | 7c前半   | 国史跡   |

島根県北東部、神戸川北岸の微高地上に築造された古墳である。周辺では中小古墳が取り巻き築山古墳群を形成する。墳丘周囲は削平を受けているが、1887年（明治20年）に石室が発見されて副葬品が出土したほか、1985年度（昭和60年度）以降に墳丘周囲の発掘調査が実施されている。
墳形は円形で（かつては前方後円形とする説もあった）、直径約46メートル・高さ約6メートルを測る。墳丘外表・周囲では円筒埴輪・須恵器子持壺が検出されている。墳丘周囲には周堀（幅約16メートル）が巡らされており、周堀を含めた直径は約77メートルにおよぶ。埋葬施設は大型の切石積横穴式石室で、玄室内に横口式家形石棺2基を据える。これらの石棺内からは多数の副葬品が検出されている。
築造時期は、古墳時代後期の6世紀末（または6世紀後半）頃と推定される。石室規模および優れた副葬品から、今市大念寺古墳に続く出雲地方の代表的首長墓に位置づけられる古墳である。
古墳域は 1924年（大正13年）に国の史跡に指定され、出土品は2018年（平成30年）に国の重要文化財に指定されている。

## 遺跡歴
- 1887年（明治20年）、石室の発見、副葬品の出土[1][4]。
- 1907年（明治40年）、ウィリアム・ゴーランドが前方後円墳として報告[3]。
- 1919年（大正8年）、梅原末治が円墳として報告[3]。
- 1924年（大正13年）12月9日、国の史跡に指定[7]。
- 1961年（昭和36年）6月13日、出土品が島根県指定有形文化財に指定[9]。
- 1985年度（昭和60年度）、遺跡分布調査に伴う発掘調査（出雲市教育委員会、1986年に報告）[2]。
- 2000-2001年度（平成12-13年度）、範囲確認調査（出雲市教育委員会、2004年に報告）[10][2]。
- 2005年度（平成17年度）、範囲確認調査（出雲市教育委員会、2006年に報告）[3]。
- 2007年度（平成19年度）、排水設備工事に伴う発掘調査（出雲市教育委員会、2015年に報告）[2]。
- 2018年（平成30年）10月31日、出土品が国の重要文化財に指定[8]。
- 2020年（令和2年）3月10日、史跡範囲の追加指定[11]。

## 埋葬施設

石室俯瞰図

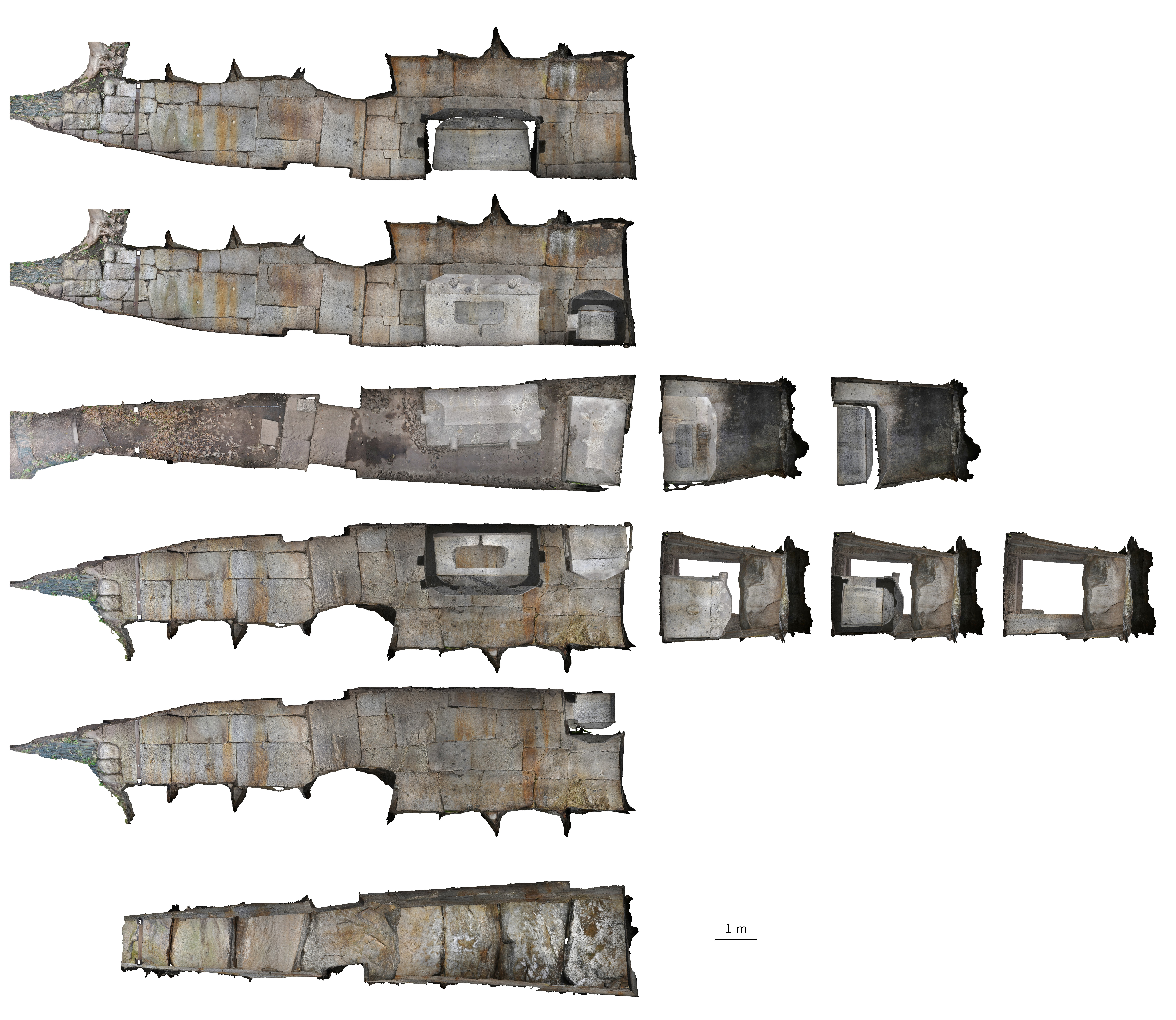
石室展開図

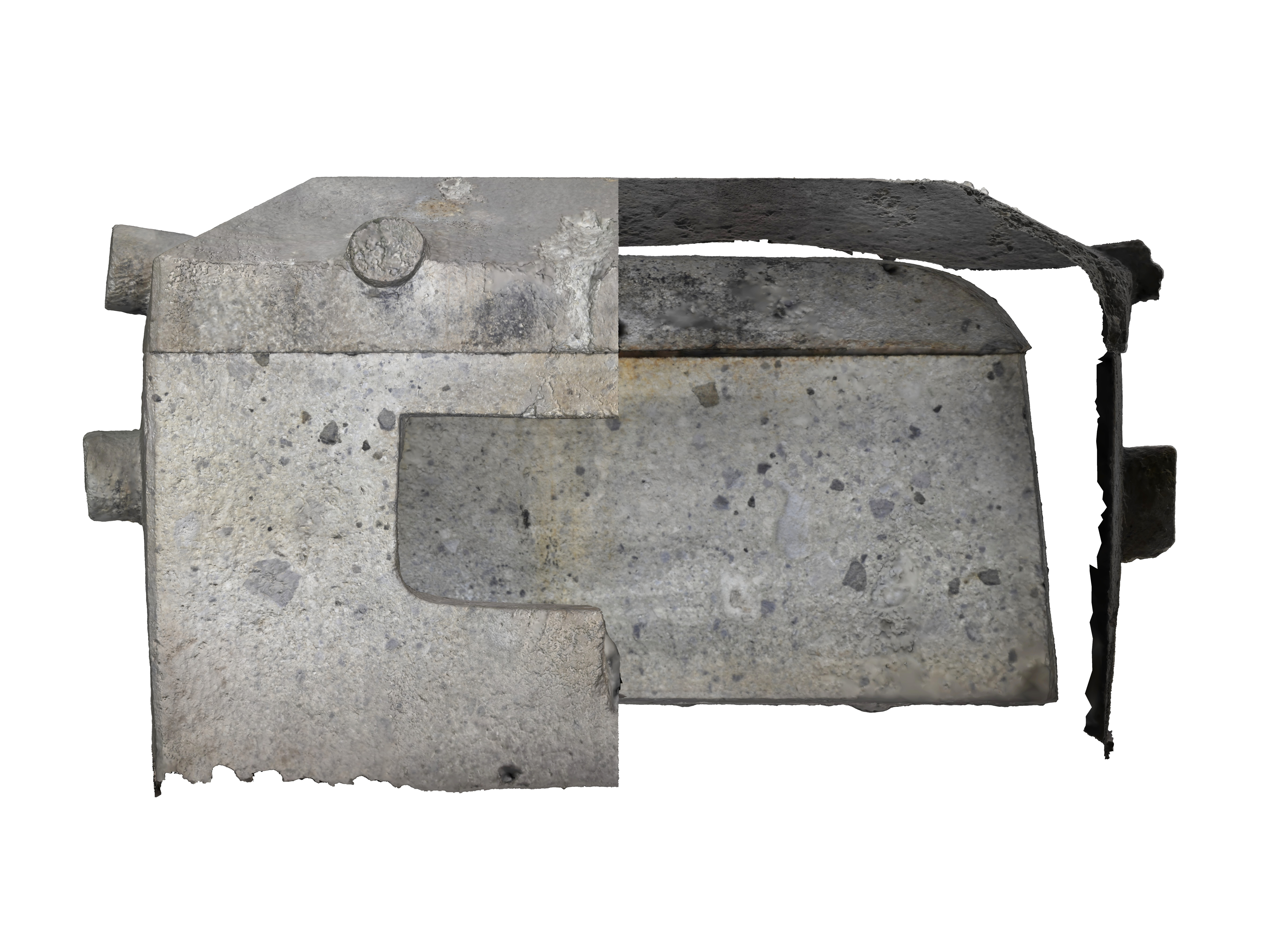
大棺立断面図

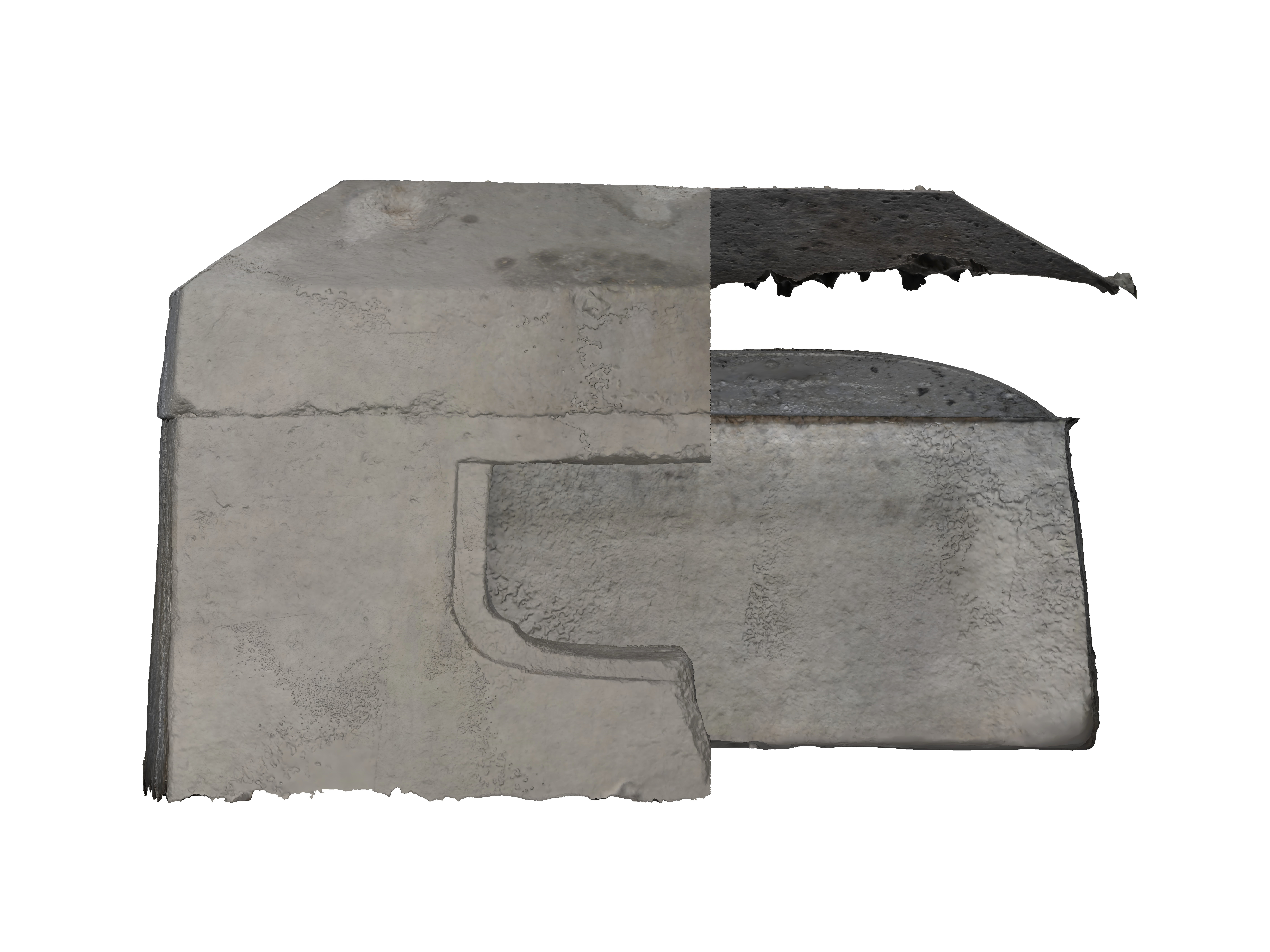
小棺立断面図

大棺
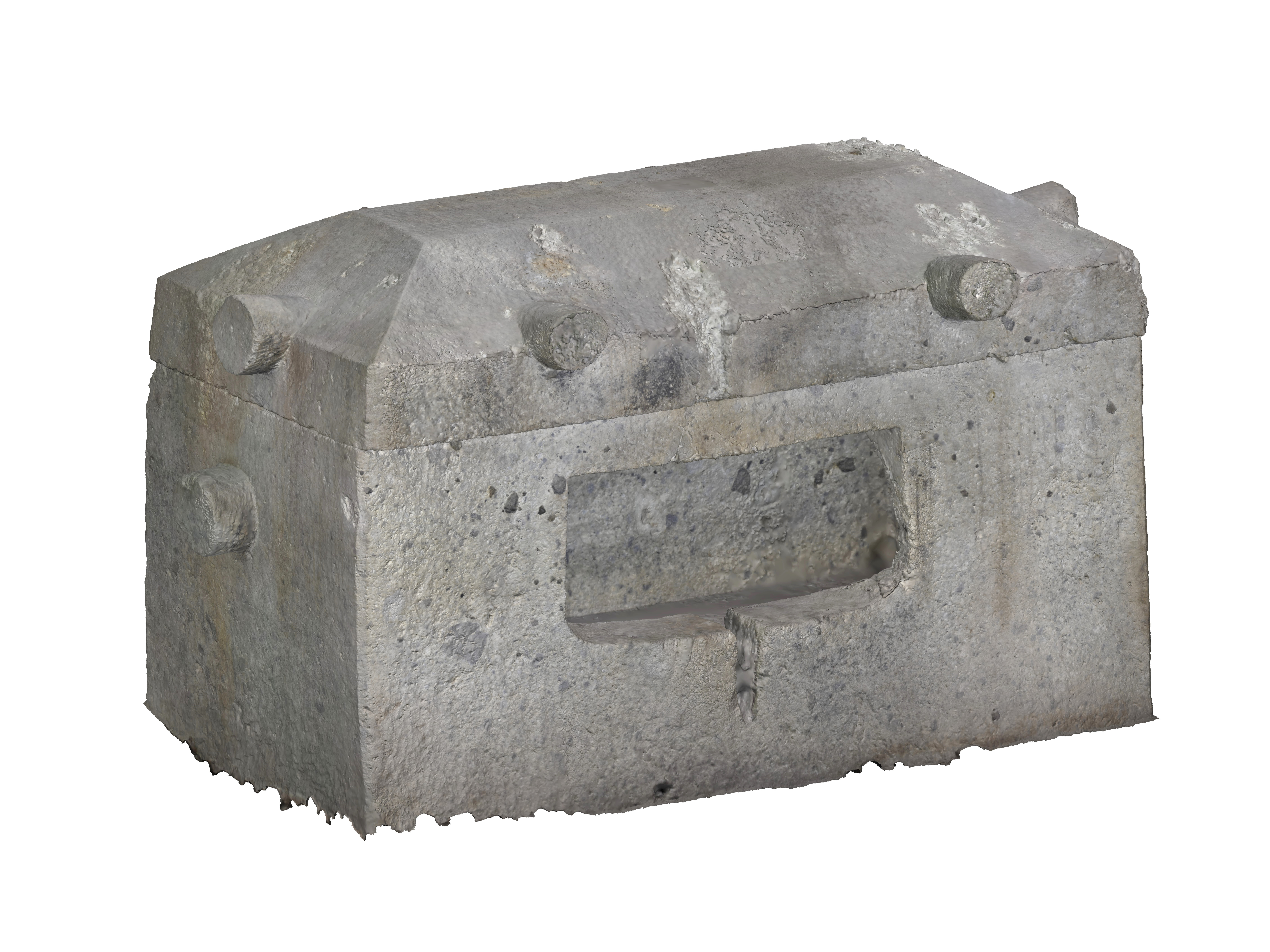
俯瞰図
展開図
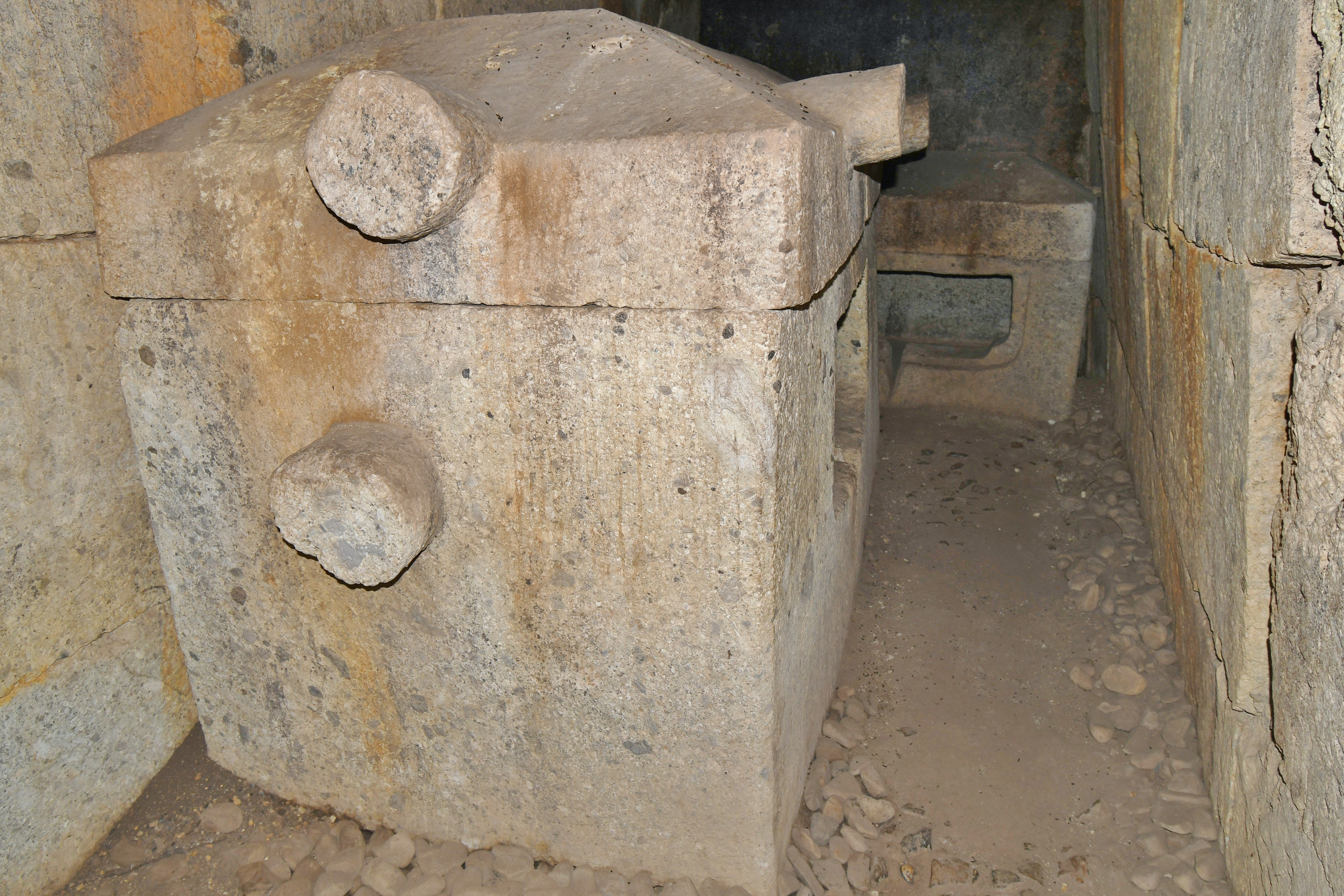
外観
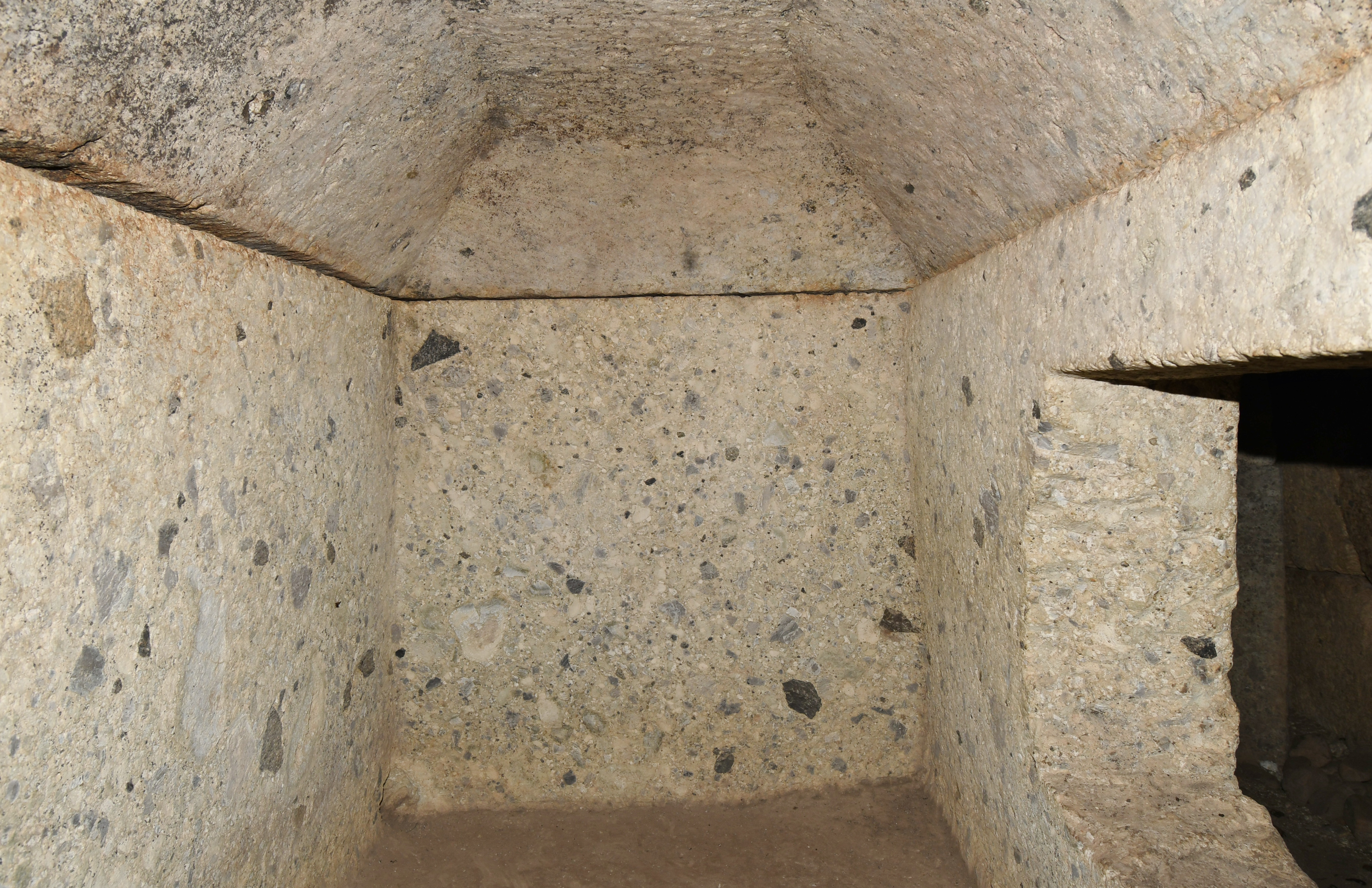
内部

大棺
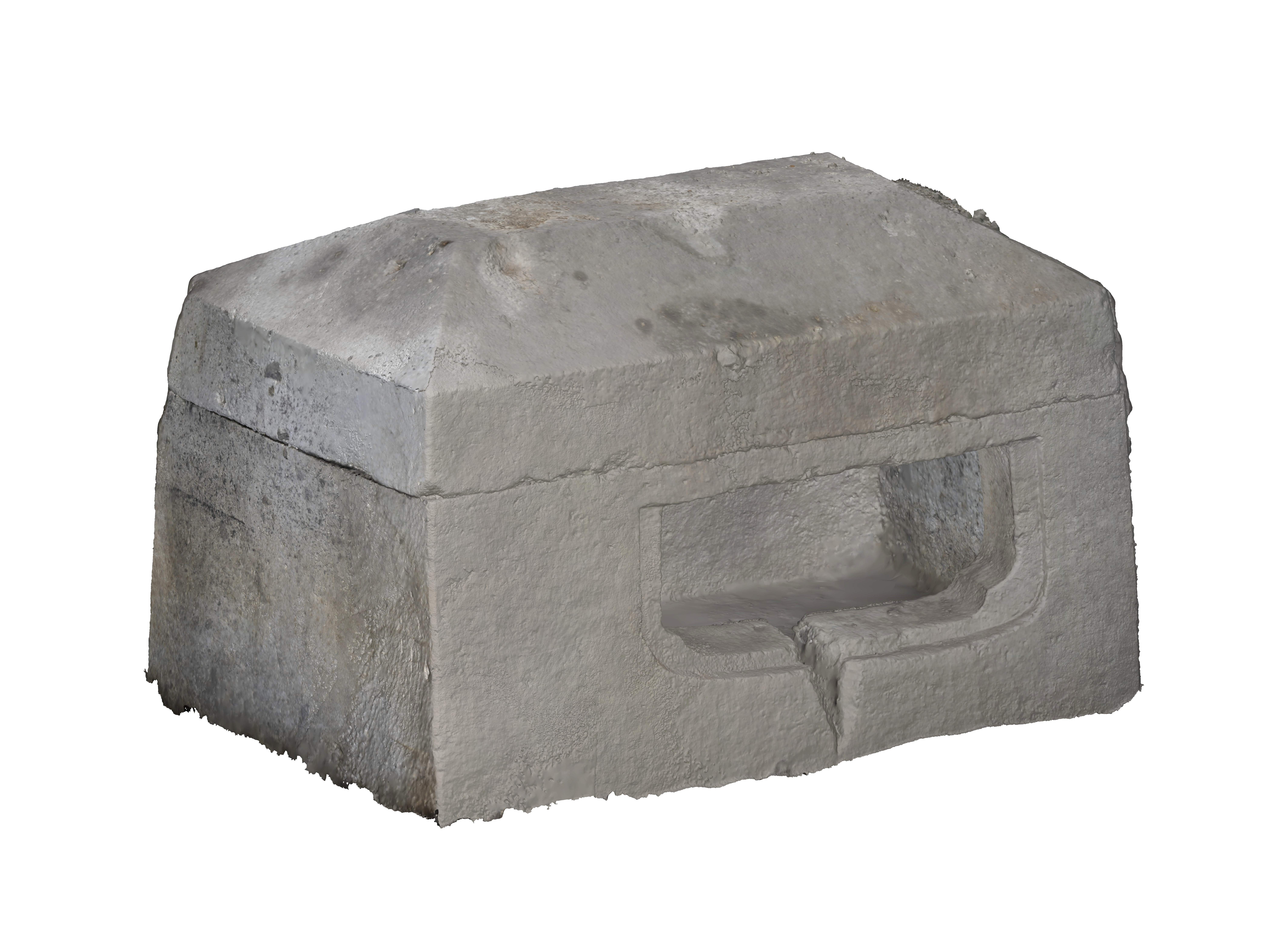
俯瞰図
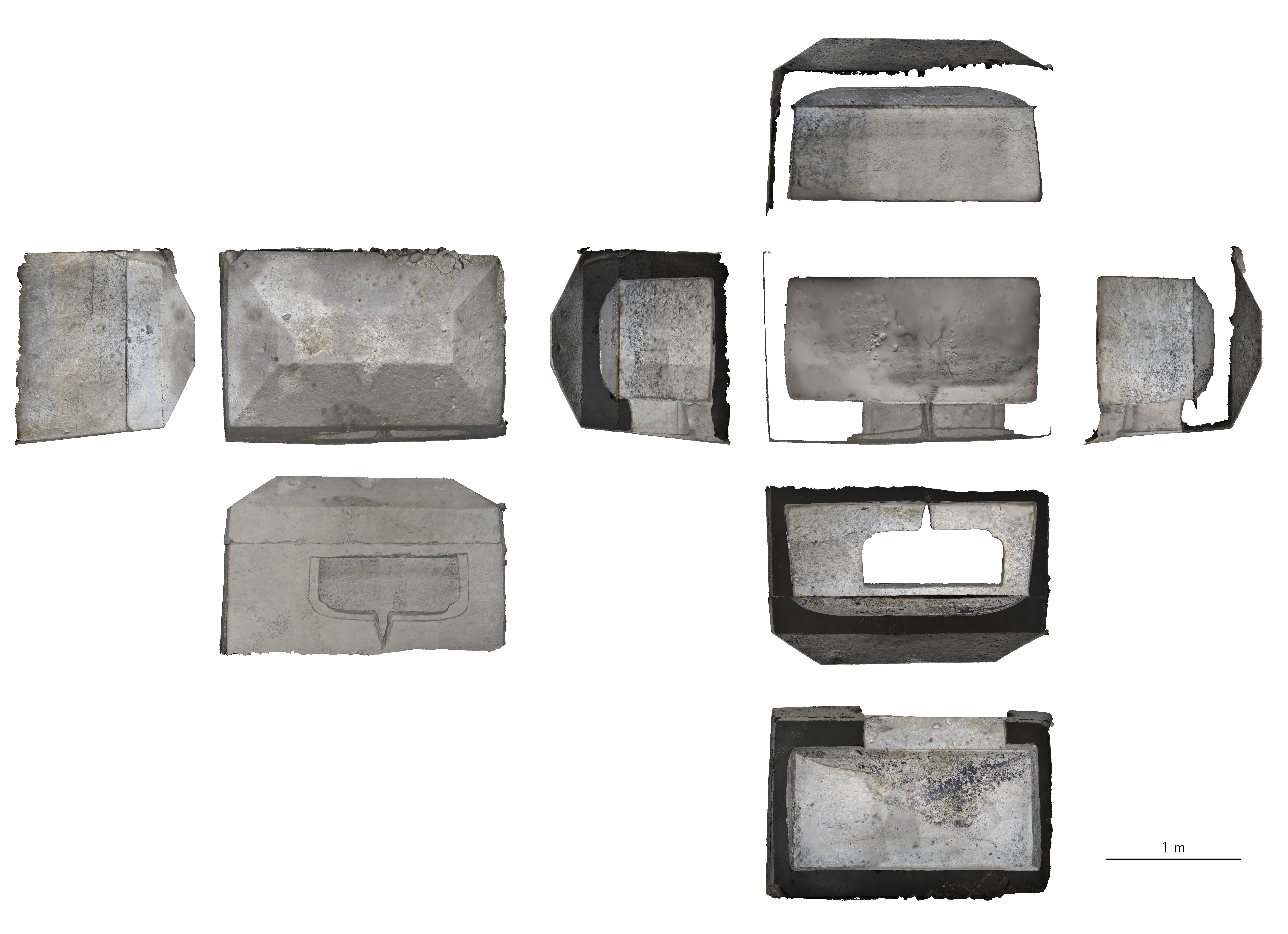
展開図
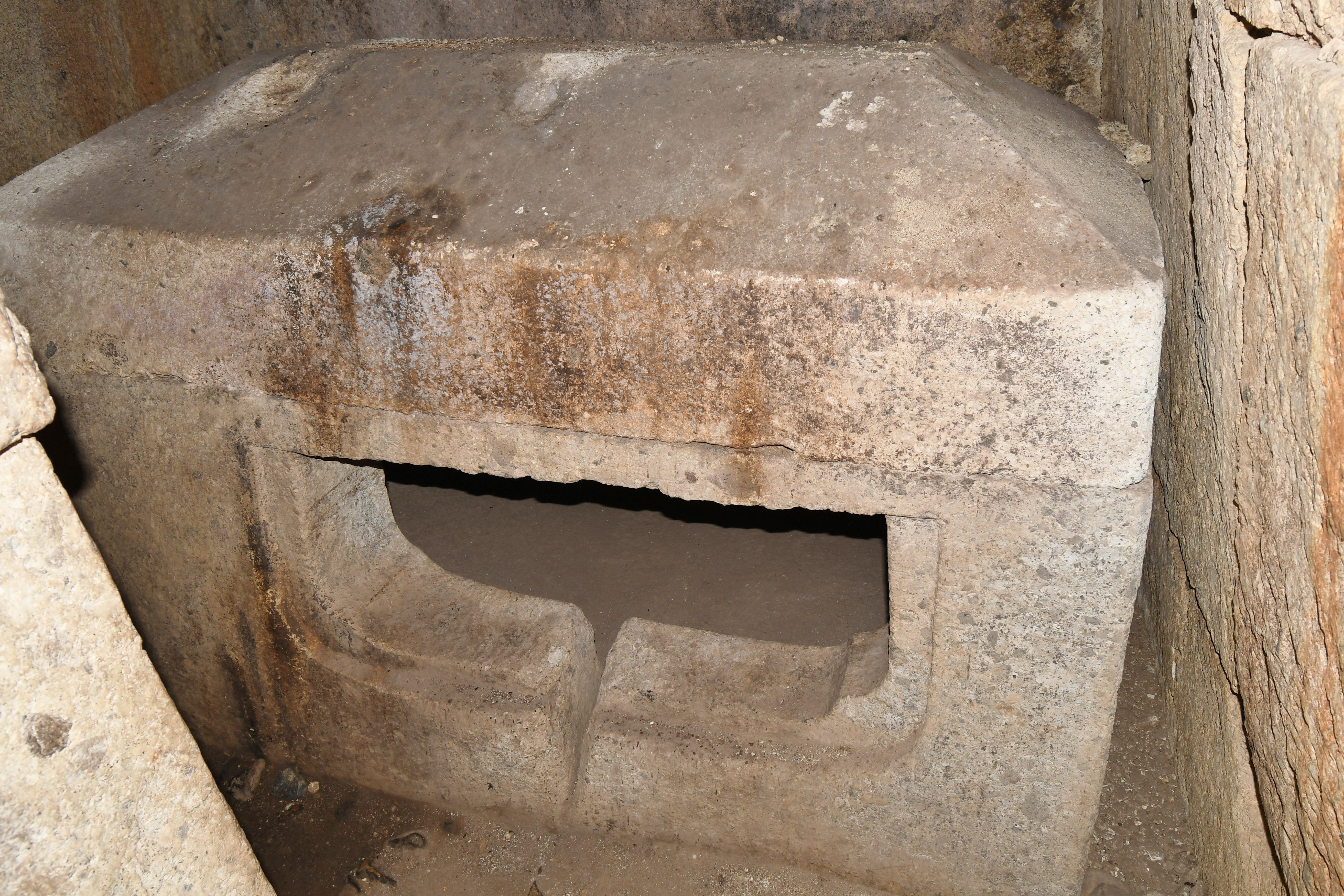
外観
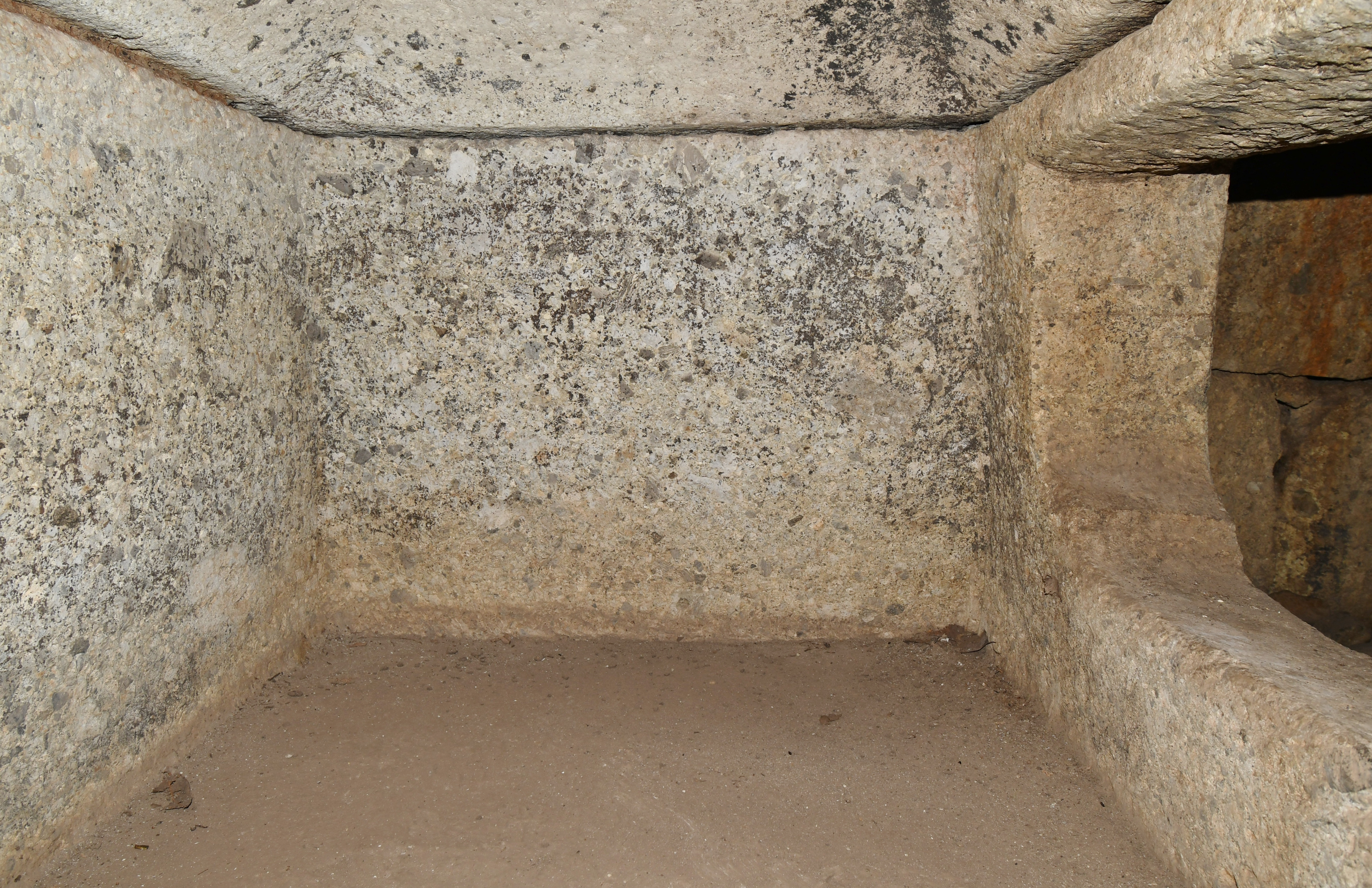
内部

埋葬施設としては、両袖式横穴式石室が構築されており、西南西方に開口する。石室規模は次の通り。
- 石室全長：14.6メートル
- 玄室：奥行6.6メートル、幅2.8メートル（奥壁部）、高さ2.9メートル
- 羨道

石室の石材は凝灰岩の切石で、奥壁は1枚、側壁は4段積みとする。天井石・楣石は自然石とし、床面には河原石を敷く。羨道部の側壁は切石3段積みで、天井石は自然石とする。
石室内には大小2基の刳抜式の横口式家形石棺を据える。小棺は玄室最奥において長辺を奥壁に接し、横口を玄門側に設ける。また大棺は、小棺の手前において長辺を西側壁に接し、横口を東側に設ける。大棺の蓋石には縄掛突起6個が遺存する。これらの石棺2基からは多数の副葬品が検出されている。

石室
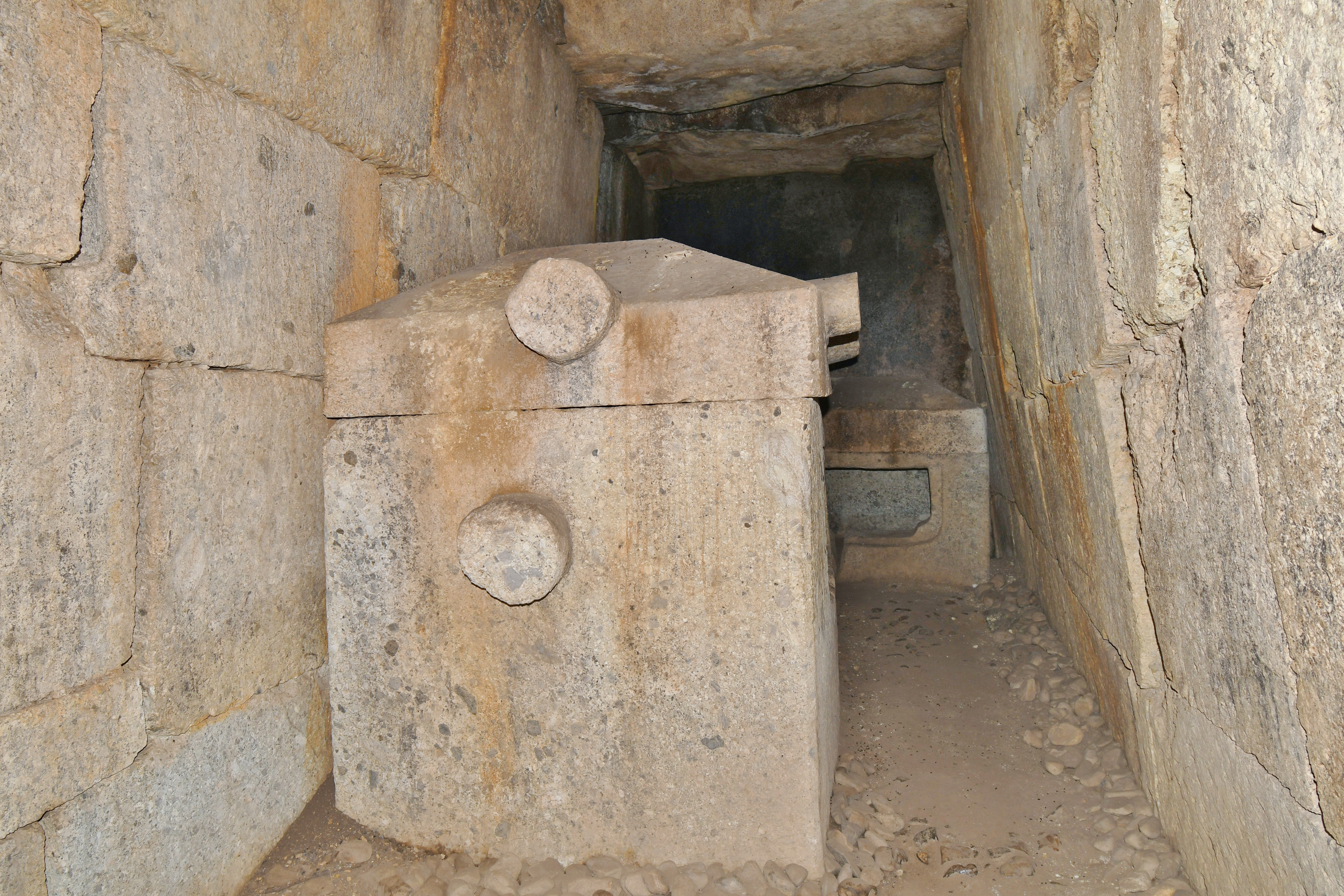
玄室（奥壁方向） 手前に大棺、奥に小棺。
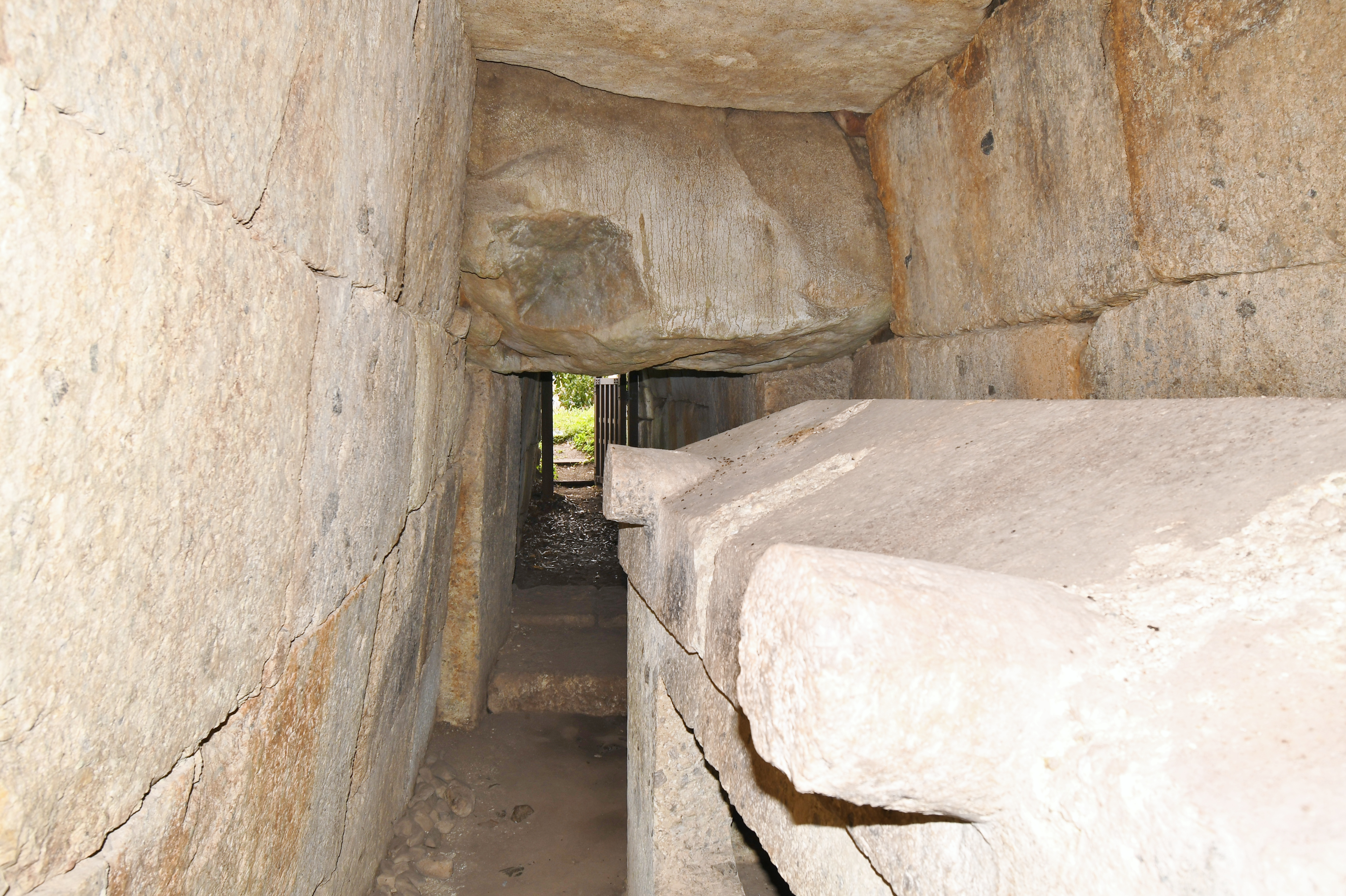
玄室（開口部方向）
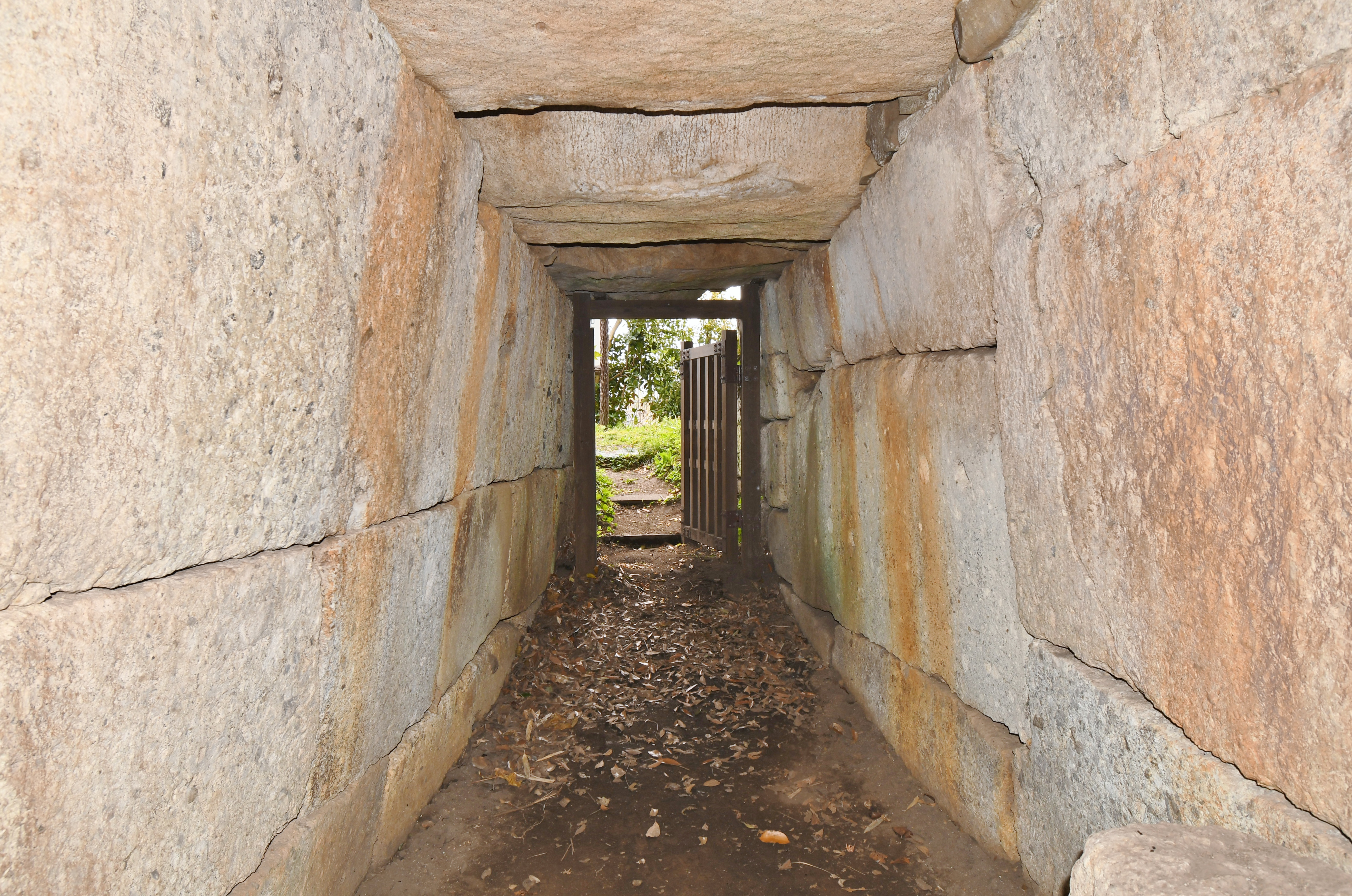
羨道（開口部方向）
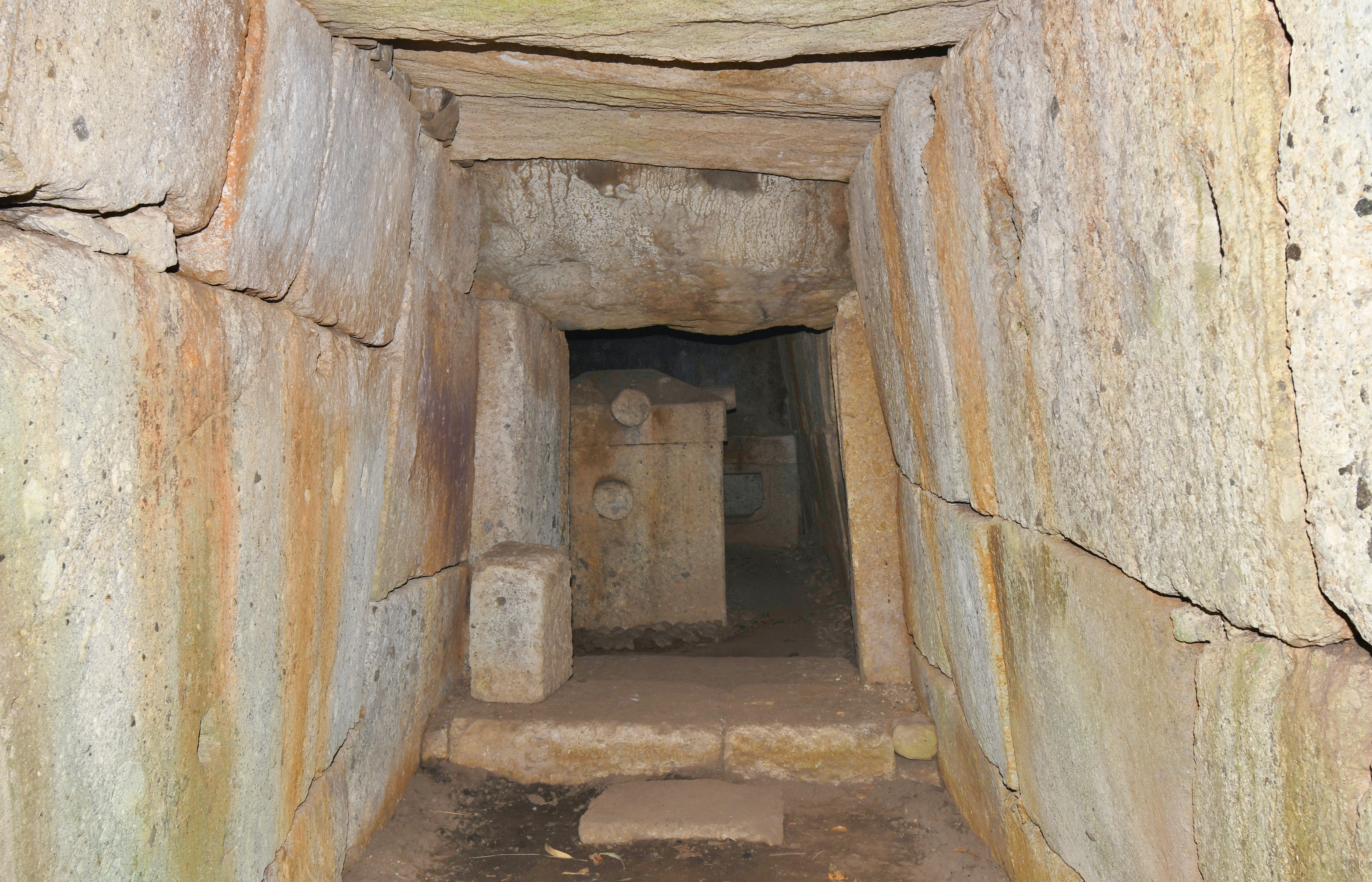
羨道（玄室方向）
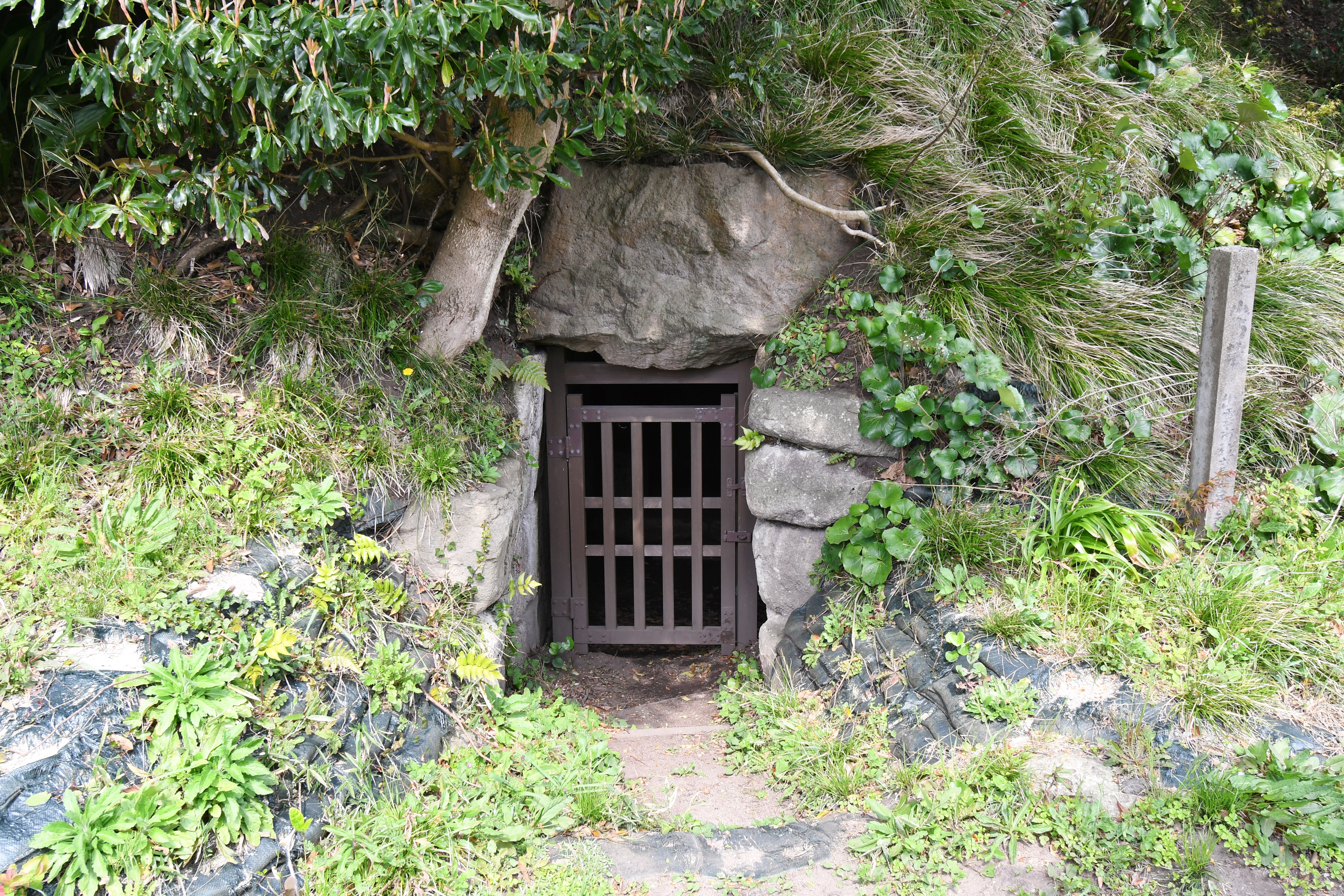
開口部

- 大棺
- 俯瞰図
- 展開図
- 外観
- 内部

- 大棺
- 俯瞰図
- 展開図
- 外観
- 内部

## 出土品

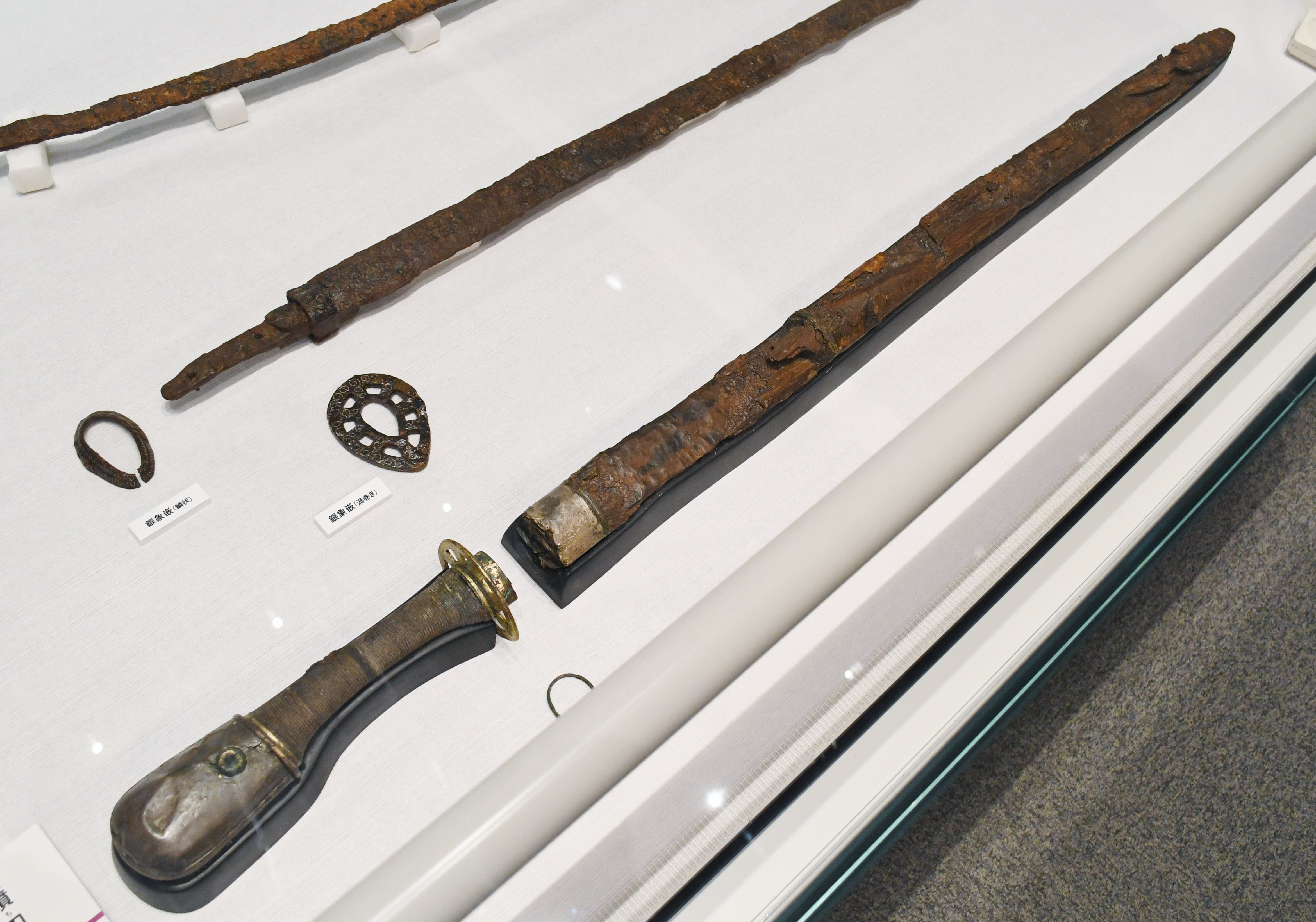
金銀装円頭大刀（国の重要文化財）出雲弥生の森博物館蔵、大阪歴史博物館企画展示時に撮影。

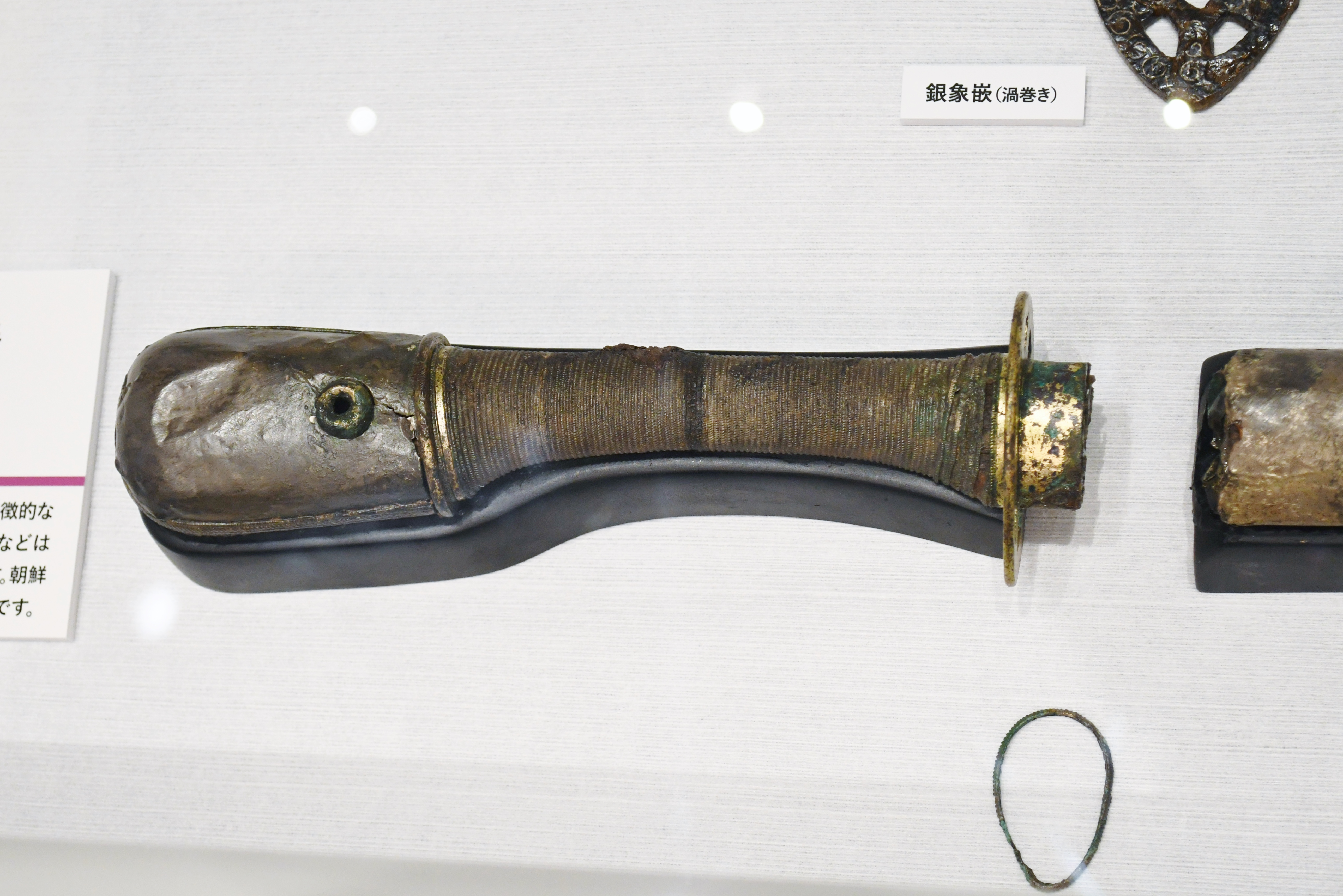
金銀装円頭大刀
（柄部拡大）

石室内の主な副葬品は次の通り。
- 小棺出土
  - 玉類
  - 鉄刀 1
  - 短刀 2
  - 金銅冠
  - 土器 1
  - 馬具類 - 蓋石上に置かれる。
- 大棺出土
  - 円頭大刀 1
  - 鉄刀 1
  - 土器 1
- 棺外出土
  - 土器
  - 鈴
  - 鉄槍
  - 鉄鏃
  - 銀環

そのほかの出土品として、墳丘上・周囲部から円筒埴輪・須恵器子持壺が採集されている。出土品は国の重要文化財に指定され、出雲弥生の森博物館（出雲市大津町）で保管されている。

## 文化財

### 重要文化財（国指定）
- 島根県上塩冶築山古墳出土品（考古資料） - 明細は以下。所有者は出雲市。出雲弥生の森博物館保管。2018年（平成30年）10月31日指定[8][12][13]。
  - 石室出土
    - 金属製品 66点
    - 玉 12点
    - 附 金属製品残欠 46点

  - 墳丘出土
    - 須恵器残欠 6点
    - 円筒埴輪 4点
    - 附 円筒埴輪残欠 6点

### 国の史跡
- 上塩冶築山古墳 - 1924年（大正13年）12月9日指定[7][6][9]、2020年（令和2年）3月10日に史跡範囲の追加指定[11]。

## 現地情報
所在地
- 島根県出雲市上塩冶町290番地ほか[2]

交通アクセス
- 出雲市駅（西日本旅客鉄道（JR西日本）・一畑電車）から、一畑バスで「三本松」バス停下車（下車後徒歩約5分）[14]

関連施設
- 出雲弥生の森博物館（出雲市大津町） - 上塩冶築山古墳の出土品を保管・展示。

周辺
- 上塩冶地蔵山古墳 - 国の史跡。
- 上塩冶横穴墓群
- 西谷墳墓群 - 国の史跡。
- 今市大念寺古墳 - 国の史跡。

## 関連文献
（記事執筆に使用していない関連文献）
- 『塩冶地区遺跡分布調査I』出雲市教育委員会、1986年。
- 『上塩冶築山古墳の研究』島根県古代文化センター〈島根県古代文化センター調査研究報告書4〉、1999年。
- 『上塩冶築山古墳の再検討』出雲弥生の森博物館〈出雲弥生の森博物館研究紀要第6集〉、2018年。 - リンクは奈良文化財研究所「全国遺跡報告総覧」。